# 漂流岛
漂流岛原名戈尔达岛（Gorda Cay），是一座位于巴哈马北部阿巴科群岛的私人岛屿。目前，漂流岛为华特迪士尼公司完全拥有，为其旗下迪士尼郵輪公司的迪士尼魔法號、迪士尼奇妙號、迪士尼夢想號和迪士尼幻想號游轮所使用，邮轮可以直接靠岸，遊客无需搭乘小船接驳才能上岸。

## 简介
漂流岛上的用水是从卡纳维拉尔港所购买，并用船舶运送到岛上一个80000 加仑的淡水储水槽内储存。大约有60名迪士尼郵輪公司工作人员居住在漂流岛，并在此全时工作。

## 娱乐设施

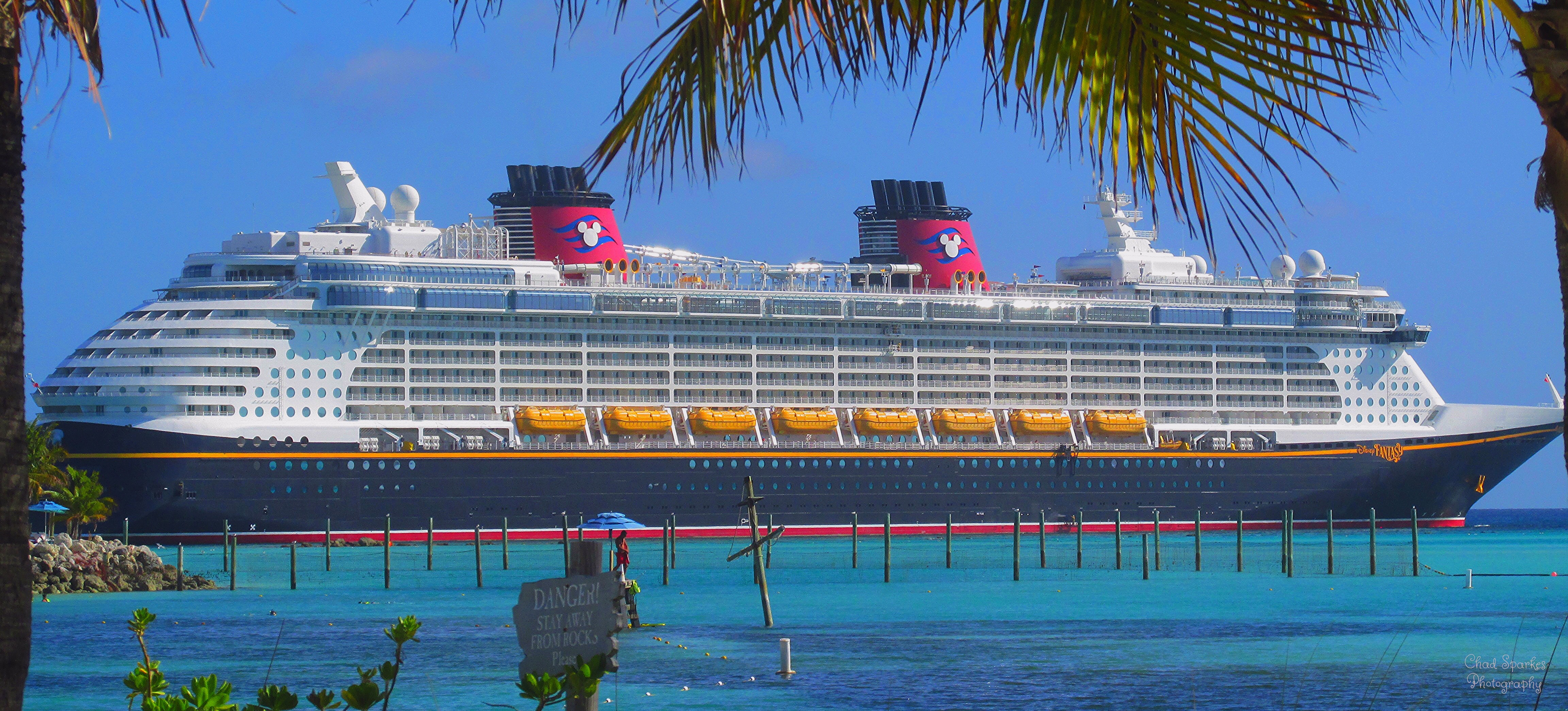
漂流岛上的迪士尼幻想号

- “飞翔的荷兰人”（Flying Dutchman）是一艘取材自迪士尼影片《加勒比海盗》的电影道具船(已拆除)。
- “漂流岛邮局”（Castaway Cay Post Office），是一座位于漂流岛上的当地邮局，所有从漂流岛上寄出的信函、明信片和包裹都会盖上专有的漂流岛邮戳。

## 图库

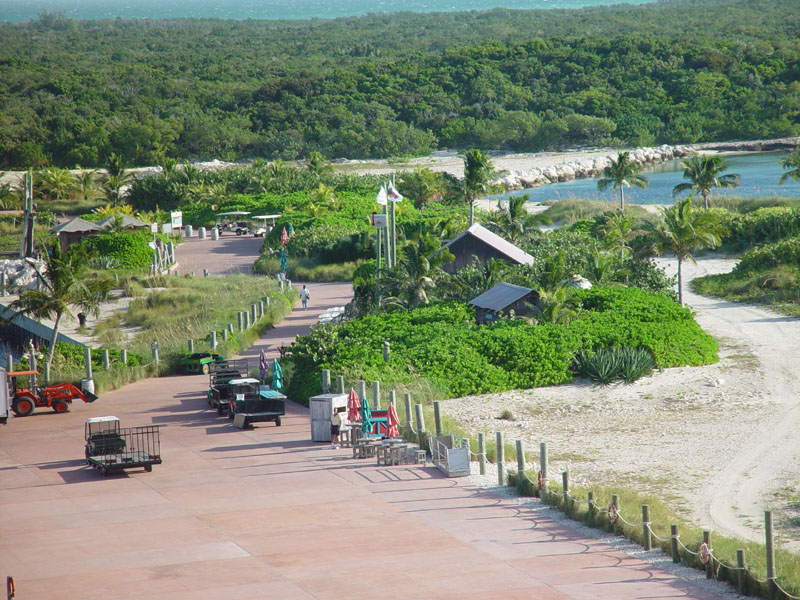
从游轮上俯视漂流岛
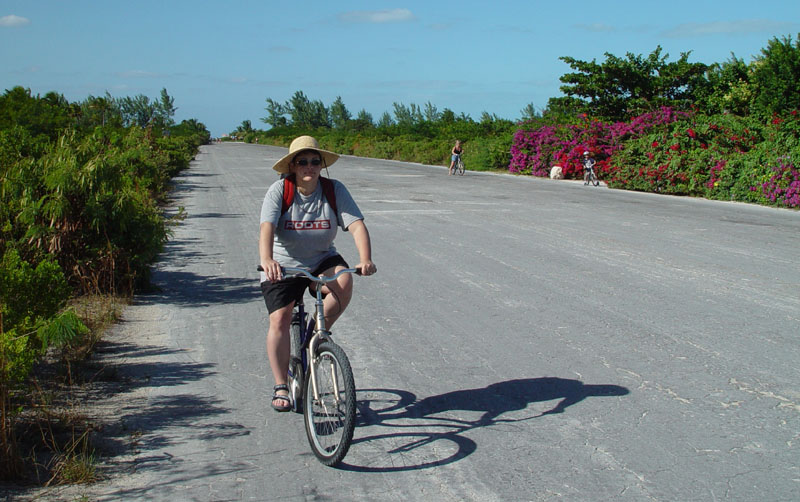
岛上的骑行者
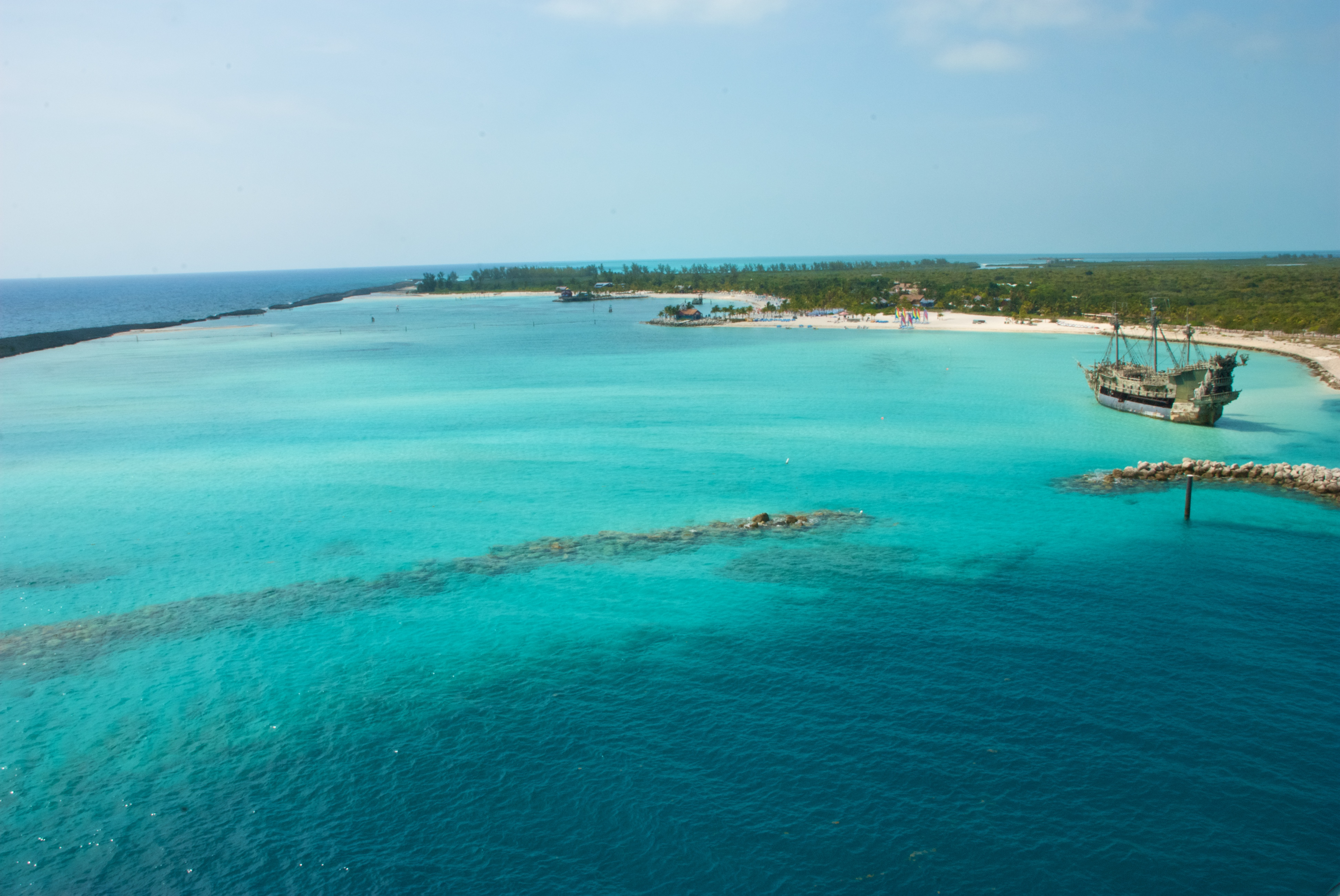
漂流岛上的海滩